# Kalciumfosfat
Kalciumfosfat, eller mer specifikt trikalciumdifosfat, är ett salt av kalcium och fosforsyra med formeln Ca3(PO4)2. Det förekommer naturligt i mineralet Apatit. Skelett och tänder hos ryggradsdjur är till största delen uppbyggt av kalciumfosfat.
Kalciumfosfater är i vidare bemärkelse även en grupp ämnen innefattande:
- kalciumdivätefosfat, eller monokalciumfosfat
- kalciumvätefosfat, eller dikalciumfosfat
- trikalciumdifosfat, eller trikalciumfosfat, ofta endast kallat kalciumfosfat

## Kalciumfosfaters framställning och egenskaper
Basiskt kalciumfosfat och trikalciumfosfat är vita (i vatten nästan olösliga) ämnen, lättlösliga i en rad syror, och förekommer i naturen i många bergarter, ofta i en speciell kemisk förening med kalciumfluorid (som fluorapatit), samt i djurben vars aska innehåller cirka 80 % trikalciumfosfat.
Fosforit (råfosfat) och apatit utgör utgångsmaterial för tillverkning av den största delen av de tekniska fosfatföreningarna. Produkter som består av brända ben innehåller stor mängd kalciumkarbonat och kalciumfluorid. 
Dikalciumfosfat med en halt av två molekyler kristallvatten erhålls bland annat genom tillsats av natriumfosfat och något ättiksyra till en kalciumkloridlösning som då bildar ett lätt, vitt pulver, som är nästan olösligt i vatten, men lättlösligt i saltsyra och salpetersyra samt lättlösligt i ammoniakalisk ammoniumcitratlösning. Detta är huvudbeståndsdelen i kalkprecipitat.
Monokalciumfosfat bildas genom inverkan av lämpliga mängder svavelsyra eller saltsyra på basiskt kalciumfosfat, trikalciumfosfat eller dikalciumfosfat och är i motsats till dessa lättlösligt i vatten. Det utgör den verksamma beståndsdelen i superfosfat där monokalciumfosfatets lättlöslighet gör att fosfatets fosforsyra snabbare tillgängligt för växter att ta upp.

## Användning
Kalciumfosfat används för tillverkning av fosforsyra och olika former av gödningsmedel. Det används också för att reparera skadad benvävnad i de fall autogen transplantation inte är möjlig.
Kalciumfosfat förekommer i många typer av livsmedel, framför allt i mejeriprodukter. När det används som tillsats har det E-nummer 341.